# Burg Spangenberg
Die Burg Spangenberg ist die teilrekonstruierte Ruine einer mittelalterlichen Felsenburg im Pfälzerwald auf der Waldgemarkung des Ortsteils Lachen-Speyerdorf von Neustadt an der Weinstraße in Rheinland-Pfalz. Mit der benachbarten Burg Erfenstein ist sie durch die Sage von der Ledernen Brücke verbunden. Die Burg ist als Kulturdenkmal von Neustadt an der Weinstraße gelistet.

## Geographische Lage
Die Burg liegt in 249 m Höhe rechts über dem dort durchs Elmsteiner Tal fließenden Speyerbach auf dem Nordwestsporn des Schloßbergs (343,2 m). Der Felsen wird als Naturdenkmal ND-7376-205 im Gemeindegebiet von Neustadt an der Weinstraße geführt. Die Siedlung Erfenstein im Norden, die zur Ortsgemeinde Esthal gehört, ist nur 200 m (Luftlinie) entfernt.

## Anlage
Von der Vorburg (Unterburg) aus zeigt die Ruine auf einem Sandsteinfelsen den befestigten Palas, das Burgtor der Kernburg (Oberburg) und die Schildmauer.

## Geschichte

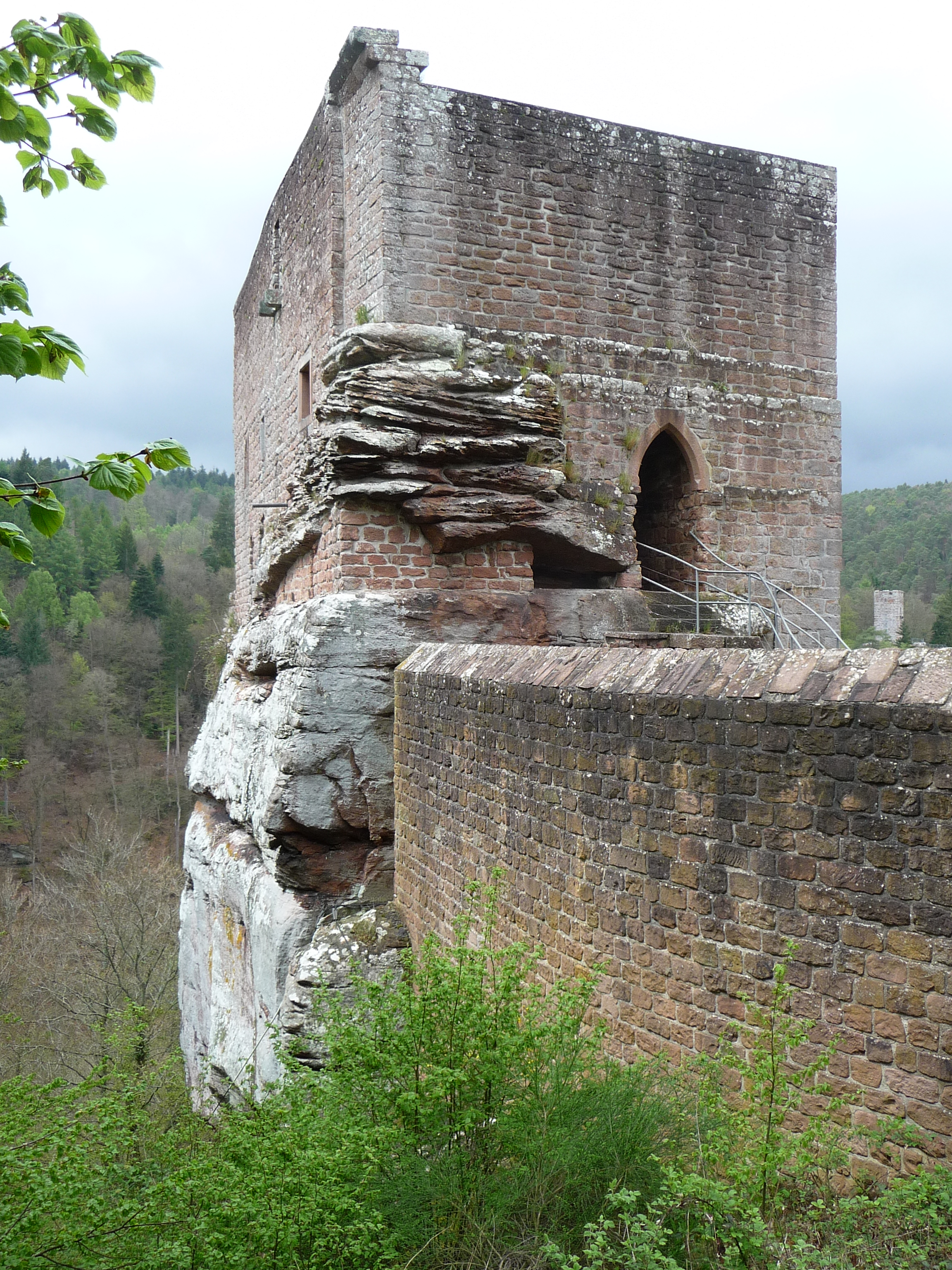
Teilrekonstruktion

Burg Spangenberg wurde vermutlich im 11. Jahrhundert erbaut. Angeblich durch eine Schenkung des Speyerer Bischofs Johannes I. im Jahr 1100 gelangte sie in den Besitz des Hochstifts Speyer, das sie als Lehnsburg durch Ministerialen verwalten ließ. Dem Ritter Diether von Zoller wurde die Burg 1317 als Burgmann anvertraut. Eberhard von Sickingen wurde 1431 Lehensträger der Burg und Heinrich von Remchingen nach ihm 1439.
Burg Spangenberg und die benachbarte Burg Erfenstein gehörten stets verschiedenen Herren – anfangs Spangenberg wie erwähnt dem Speyerer Fürstbischof und Erfenstein den Leininger Grafen – und standen in entsprechender Konkurrenz zueinander. Als später die Eigentümer gewechselt hatten, kam es schließlich 1470 im Verlauf der Weißenburger Fehde zwischen Kurfürst Friedrich I. von der Pfalz und seinem Vetter, Herzog Ludwig I. von Pfalz-Zweibrücken, zur gegenseitigen Zerstörung beider Burgen, zunächst von Erfenstein, dann von Spangenberg.
1505 wurde im nahegelegenen Wald ein „Stutengarten“ angelegt. Burg Spangenberg, wieder bewohnbar gemacht, fungierte für knapp 100 Jahre als Wohnburg des Stutmeisters. Doch im Dreißigjährigen Krieg (1618–1648) wurde die Burg gleich im ersten Kriegsjahr durch den für die Protestantische Union tätigen Söldnerführer Ernst von Mansfeld erneut zerstört, zu Beginn des Pfälzischen Erbfolgekriegs (1688) dann endgültig durch die Truppen Ludwig XIV., des Königs von Frankreich.
Um 1900 ging die Burgruine in Gemeindeeigentum über. Heute steht die teilrekonstruierte Ruine im Besitz der Stadt Neustadt an der Weinstraße.

## Sage

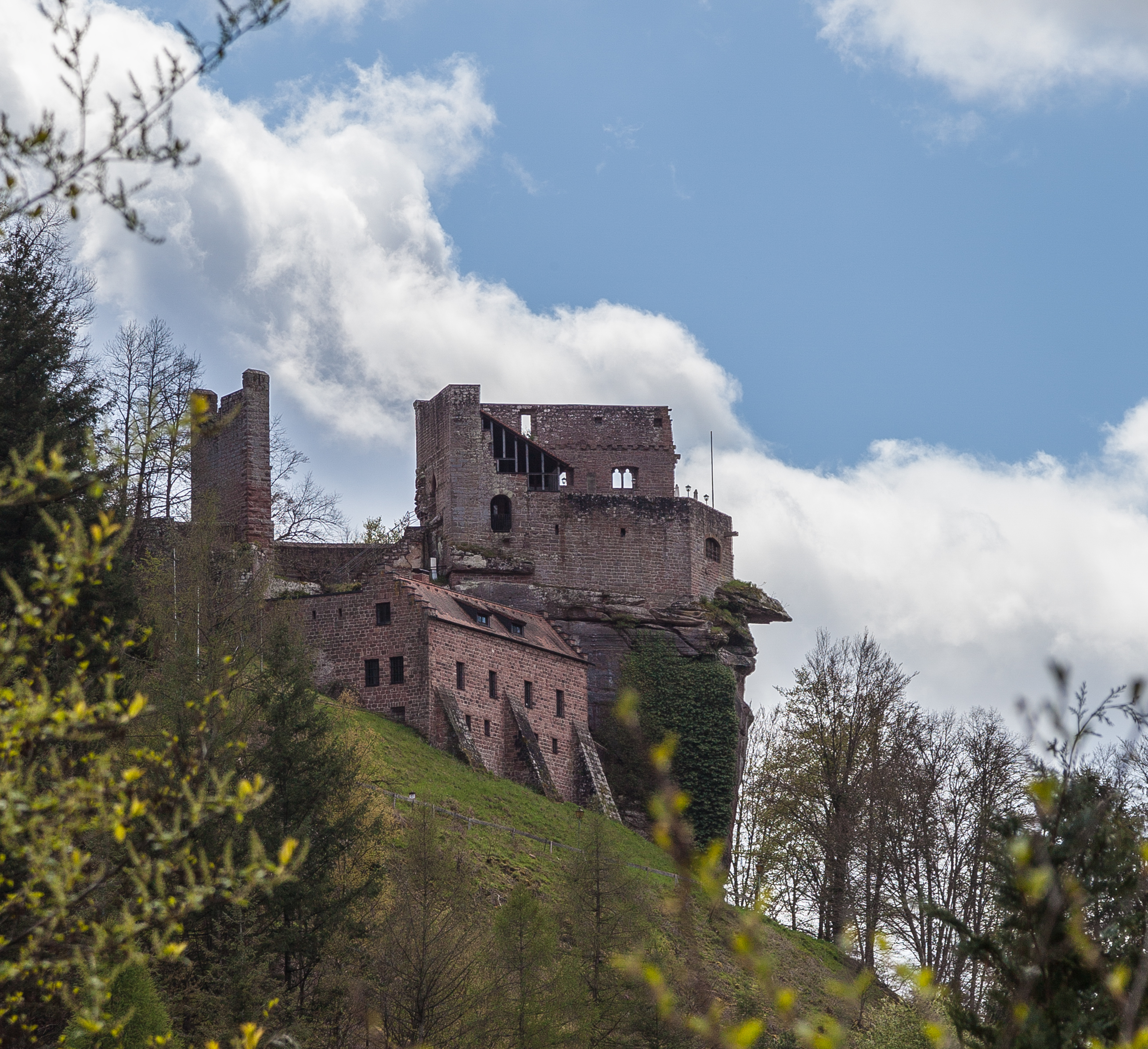
Ansicht hangaufwärts